# Belsazar lakomája (Walton)

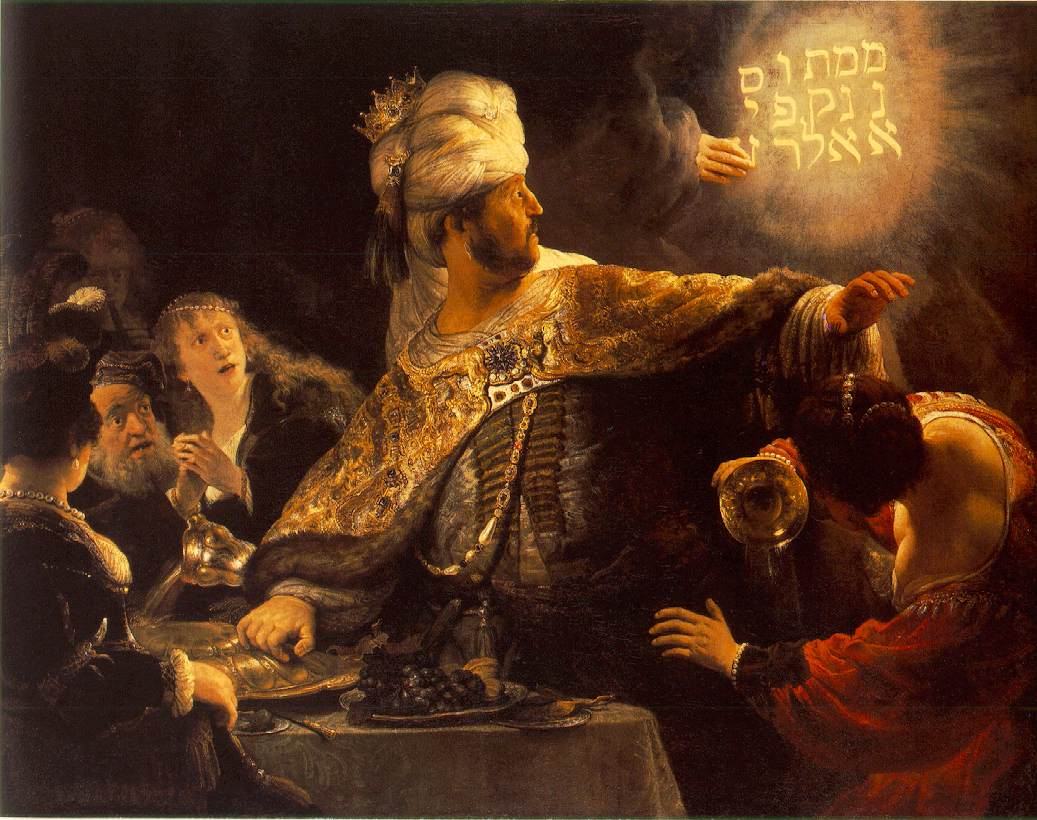
Rembrandt Belsazar lakomája című festménye, mely a kórus kotta borítóján és több kiadott lemez borítóján is szerepel

A Belsazar lakomája (Belshazzar's Feast) William Walton legünnepeltebb kompozíciói közé tartozó műve, mely egyike a 20. század jelentős oratóriumainak. A BBC felkérésére komponált művét Walton Lord Berners-nek dedikálta. A baritonszólóra, szimfonikus zenekarra és kórusra írt oratórium bemutatója 1931. október 8-án volt a Leedsi Fesztiválon, a bariton szólót Dennis Noble énekelte, a Londoni Szimfonikus Zenekart Sir Malcolm Sargent vezényelte. Az oratóriumban Walton a Babiloni Birodalom utolsó uralkodója, Belsazar ószövetségi történetét idézi fel. A Belsazar lakomája szövegét Osbert Sitwell állította össze részben a bibliai Dániel könyve részben a 137. zsoltár szövege alapján.

## Keletkezése
Az oratórium komponálására a BBC kérte fel Waltont, a BBC programszervezője, Edward Clark 1929. augusztus 21-i levelében megfogalmazza elképzeléseiket, mely szerint egy rádión közvetíthető, kórusra, szólistára és egy 15 főnél nem nagyobb zenekarra íródott művet kérnének Waltontól. Ezt követően Walton sokáig, több mint két évig dolgozott a darabon, a mű bemutatására ugyanakkor a Leedsi Fesztiválon került sor, viszont Walton az eredeti felkéréstől eltérően a fesztivál vezetője, Thomas Beecham javaslatára az oratórium hangszerelését módosította és rezesekkel is bővítette a zenekart. Az 1931. október 8-i ősbemutató bariton szólistája Dennis Noble, a karmester a vokális művek kiváló karmestere, Malcolm Sargent volt.

## További előadások
Az oratórium sikerének köszönhetően a premiert hamarosan további előadások követték Európában és Amerikában, a londoni bemutatója 1931. november 25-én volt, ekkor a BBC Szimfonikus Zenekar alapító karmestere, Adrian Boult vezényelt, a koncerten a közönség soraiban jelen volt a fiatal Benjamin Britten is. Ezt követően Amszterdamban 1933-ban a nemzetközi kortárszenei szervezet, az ISCM (International Society for Contemporary Music) fesztiválján adták elő, 1934 januárjában Leopold Stokowski két előadáson mutatta be a művet a Philadelphia Zenekarral. a New York-i bemutatóját pedig 1935 januárjában a Carnegie Hallban tartották. Ugyanakkor magyarországi bemutatója csak jóval később, 1956-ban volt. Sargent pályája során rendszeresen műsorra tűzte Walton művét, bemutatta Ausztráliában, Brüsszelben, Bécsben és Bostonban is. 1947-ben Herbert von Karajan a korábbi ötven évben született legsikeresebb vokális műnek nevezte Walton oratóriumát.

## Szinopszis
A kórus és a bariton szólista a mű elején hazájukról, Jeruzsálemről és a Zion hegyéről énekel, haragjukat és keserűségüket kifejezve fogvatartójukról, Belsazar babiloni uralkodóról. Belsazar ezer főembere számára rendezett lakomán felszolgáló nép elszörnyülködik a Babiloni uralkodó szentségtörő viselkedése miatt. Ezt követően jelenik meg a kísérteties írás a falon, s még aznap éjjel az uralkodó halála bekövetkezik. A zsidó nép ezután felszabadulását ünnepli, a vidám éneket megszakítja a hatalmas város, Babilon pusztulása miatti panasz. Az oratóriumban a zsidó nép a kórus énekeiben szólal meg, a bariton szólista pedig a történetet elmesélő narrátor szerepét tölti be.

## A mű felépítése
A kottakép alapján első látásra avantgárd, atonális kompozíciónak tűnő darab, melyet Walton előjegyzés nélkül jegyzett le és minden hang előtt módosító jellel látott el, ugyanakkor harmóniai szerkezetét tekintve valójában szigorúan tonális. Az oratórium tíz elkülönült részre tagolódik, melyek egybefüggően játszandók:
1. Thus spake Isaiah
2. If I forget thee O Jerusalem
3. Babylon was a great city
4. In Babylon, Belshazzar the King made a great feast
5. Praise ye
6. Thus in Babylon, the mighty city
7. And in that same hour
8. Then sing aloud to God our strength
9. The trumpeters and pipers were silent
10. Then sing aloud to God our strength

## Az oratórium szövege
Az oratórium teljes angol szövege a következő:
Thus spake Isaiah –

Thy sons that thou shalt beget

They shall be taken away,

And be eunuchs

In the palace of the King of Babylon

Howl ye, howl ye, therefore:

For the day of the Lord is at hand!

By the waters of Babylon,

By the waters of Babylon

There we sat down: yea, we wept

And hanged our harps upon the willows.

For they that wasted us

Required of us mirth;

They that carried us away captive

Required of us a song.

Sing us one of the songs of Zion.

How shall we sing the Lord's song

In a strange land?

If I forget thee, O Jerusalem,

Let my right hand forget her cunning.

If I do not remember thee,

Let my tongue cleave to the roof of my mouth.

Yea, if I prefer not Jerusalem above my chief joy.

By the waters of Babylon

There we sat down: yea, we wept.

O daughter of Babylon, who art to be destroyed,

Happy shall he be that taketh thy children

And dasheth them against a stone,

For with violence shall that great city Babylon be thrown down

And shall be found no more at all.

Babylon was a great city,

Her merchandise was of gold and silver,

Of precious stones, of pearls, of fine linen,

Of purple, silk and scarlet,

All manner vessels of ivory,

All manner vessels of most precious wood,

Of brass, iron and marble,

Cinnamon, odours and ointments,

Of frankincense, wine and oil,

Fine flour, wheat and beasts,

Sheep, horses, chariots, slaves

And the souls of men.

In Babylon

Belshazzar the King

Made a great feast,

Made a feast to a thousand of his lords,

And drank wine before the thousand.

Belshazzar, whiles he tasted the wine,

Commanded us to bring the gold and silver vessels:

Yea! the golden vessels, which his father, Nebuchadnezzar,

Had taken out of the temple that was in Jerusalem.

He commanded us to bring the golden vessels

Of the temple of the house of God,

That the King, his Princes, his wives

And his concubines might drink therein.

Then the King commanded us:

Bring ye the cornet, flute, sackbut, psaltery

And all kinds of music: they drank wine again,

Yea, drank from the sacred vessels,

And then spake the King:

Praise ye

The God of Gold

Praise ye

The God of Silver

Praise ye

The God of Iron

Praise ye

The God of Wood

Praise ye

The God of Stone

Praise ye

The God of Brass

Praise ye the Gods!

Thus in Babylon, the mighty city,

Belshazzar the King made a great feast,

Made a feast to a thousand of his lords

And drank wine before the thousand.

Belshazzar whiles he tasted the wine

Commanded us to bring the gold and silver vessels

That his Princes, his wives and his concubines

Might rejoice and drink therein.

After they had praised their strange gods,

The idols and the devils,

False gods who can neither see nor hear,

Called they for the timbrel and the pleasant harp

To extol the glory of the King.

Then they pledged the King before the people,

Crying, Thou, O King, art King of Kings:

O King, live for ever...

And in that same hour, as they feasted

Came forth fingers of a man's hand

And the King saw

The part of the hand that wrote.

And this was the writing that was written:

'MENE, MENE, TEKEL UPHARSIN'

'THOU ART WEIGHED IN THE BALANCE

AND FOUND WANTING'.

In that night was Belshazzar the King slain

And his Kingdom divided.

Then sing aloud to God our strength:

Make a joyful noise unto the God of Jacob.

Take a psalm, bring hither the timbrel,

Blow up the trumpet in the new moon,

Blow up the trumpet in Zion

For Babylon the Great is fallen, fallen.

Alleluia!

Then sing aloud to God our strength:

Make a joyful noise unto the God of Jacob,

While the Kings of the Earth lament

And the merchants of the Earth

Weep, wail and rend their raiment.

They cry, Alas, Alas, that great city,

In one hour is her judgement come.

The trumpeters and pipers are silent,

And the harpers have ceased to harp,

And the light of a candle shall shine no more.

Then sing aloud to God our strength.

Make a joyful noise to the God of Jacob.

For Babylon the Great is fallen.

Alleluia!

## Diszkográfia
- Dennis Noble (bariton), Londoni Filharmonikusok Énekkara, Londoni Filharmonikus Zenekar, vezényel: Sir Adrian Boult (1953) Somm SOMM 094 és Naxos 9.80137
- Sir Donald McIntyre (bariton), a BBC Énekkara, BBC Choral Society, Christ Church Harmonic Choir, BBC Szimfonikus Zenekara, vezényel: a szerző (élő felvétel, London, Royal Festival Hall, 1965. szeptember 22.) BBC Music 4097-2
- Benjamin Luxon (bariton), Londoni Filharmonikusok Énekkara, Londoni Filharmonikus Zenekar, vezényel: Solti György (1977) Decca ELQ 480 497-2
- Sir Bryn Terfel (bariton), Bournemouthi Szimfonikusok Énekkara, Waynflete Singers, L'inviti, Bournemouthi Szimfonikus Zenekar, vezényel: Andrew Litton (1995) Decca 470 508-2 és 478 3205

## Média
- William Walton: Belshazzar's Feast oratóriuma, Sir Simon Rattle vezényletével a Clevelandi Zenekar és kórus
- William Walton: Belshazzar's Feast oratóriuma, BBC Szimfonikus Zenekar, Sir Andrew Davis vezényletéve (1994-es felvétel)

## Fordítás
Ez a szócikk részben vagy egészben  a   Belshazzar's Feast (Walton) című angol Wikipédia-szócikk ezen változatának fordításán alapul.  Az eredeti cikk szerkesztőit annak laptörténete sorolja fel. Ez a jelzés csupán a megfogalmazás eredetét és a szerzői jogokat jelzi, nem szolgál a cikkben szereplő információk forrásmegjelöléseként.